# Manuel Antônio de Almeida
Manuel Antônio de Almeida (Rio de Janeiro, 17 de novembre de 1831 — Macaé, 28 de novembre de 1861), va ser un escriptor brasiler. D'infància pobra, va estudiar Medicina però mai va exercir la professió, ja que li interessava molt més el periodisme. En 1857 va ser nomenat Director de Tipografia Nacional de Brasil. Va morir tràgicament en el naufragi del navili Hermes, en 1861.
Va escriure una obra de teatre, Dos amores, el 1861, però la seva obra principal va ser la seva única novel·la, Memorias de um sargento de milicias, publicada en 1852. En ella retrata a les classes mitjana i baixa, alguna cosa infreqüent per a l'època, on els romanços solien situar-se en ambients aristocràtics.